# Premio Gentleman
Il Premio Gentleman è un riconoscimento che viene assegnato dal 1996 per premiare i giocatori che si sono distinti per lealtà, correttezza e fair play durante la stagione calcistica precedente.

## Storia
Il premio è nato da un'idea di Gianfranco Fasan e Federico Aloisi, che intendevano istituire un premio che valorizzasse l'aspetto etico oltre a quello sportivo. Inizialmente era rivolto solo ai giocatori di Milan e Inter, tuttavia negli anni successivi sono state introdotte una serie di altre categorie.
Il Premio Gentleman viene assegnato tramite la votazione degli utenti del sito ufficiale della manifestazione (oltre ai siti dei media partner e di Inter e Milan) e da una giuria di esperti giornalisti del settore e, ogni anno, si tiene a Milano la cerimonia di premiazione durante una cena di Gala .
I vincitori della prima edizione nel 1996 sono stati Marcel Desailly e Roberto Carlos. Il giocatore più premiato è Javier Zanetti, che nel 2014 ha ricevuto il primo Premio Gentleman di Platino alla carriera.
Il Premio Gentleman, nel corso degli anni ha affiancato progetti di charity sostenendoli anche con eventi paralleli organizzati durante l'anno per raccogliere fondi da destinare in beneficenza.

## Albo d'oro
| Anno | Gentleman Milan       | Gentleman Inter    |
| ---- | --------------------- | ------------------ |
| 1996 | Marcel Desailly       | Roberto Carlos     |
| 1997 | Paolo Maldini         | Javier Zanetti     |
| 1998 | Leonardo              | Ronaldo            |
| 1999 | Demetrio Albertini    | Benoît Cauet       |
| 2000 | Andrij Ševčenko       | Iván Zamorano      |
| 2001 | Alessandro Costacurta | Christian Vieri    |
| 2002 | Filippo Inzaghi       | Javier Zanetti     |
| 2003 | Alessandro Nesta      | Fabio Cannavaro    |
| 2004 | Kaká                  | Adriano            |
| 2005 | Andrea Pirlo          | Esteban Cambiasso  |
| 2006 | Alberto Gilardino     | Luís Figo          |
| 2007 | Kaká                  | Julio Ricardo Cruz |
| 2008 | Paolo Maldini         | Javier Zanetti     |
| 2009 | Ronaldinho            | Esteban Cambiasso  |
| 2010 | Alexandre Pato        | Javier Zanetti     |
| 2011 | Thiago Silva          | Javier Zanetti     |
| 2012 | Clarence Seedorf      | Javier Zanetti     |
| 2013 | Riccardo Montolivo    | Javier Zanetti     |
| 2014 | Christian Abbiati     | Samir Handanovič   |
| 2015 | Diego Lopez           | Mauro Icardi       |
| 2016 | Carlos Bacca          | Miranda            |
| 2017 | Suso                  | Antonio Candreva   |
| 2018 | Alessio Romagnoli     | Milan Škriniar     |
| 2019 | Alessio Romagnoli     | Stefan de Vrij     |
| 2020 | Non assegnato         | Non assegnato      |
| 2021 | Simon Kjaer           | Nicolò Barella     |
| 2022 | Theo Hernández        | Milan Škriniar     |
| 2023 | Davide Calabria       | Federico Dimarco   |
| 2024 | Christian Pulisic     | Lautaro Martínez   |